# ماسانوري كوباياشي
ماسانوري كوباياشي (باليابانية: 小林正則؛ بالكانا: こばやし まさのり) هو لاعب غولف ياباني، ولد في 14 فبراير 1976 في تشيبا في اليابان.

## وصلات خارجية
- ماسانوري كوباياشي على موقع رابطة اليابان للاعبي الغولف المحترفين (الإنجليزية)
- ماسانوري كوباياشي على موقع التصنيف العالمي الرسمي للغولف (الإنجليزية)